# Скотт, Юджини
Юджи́ни Кэ́рол Скотт (англ. Eugenie Carol Scott, род. 24 октября 1945 года) — известный американский антрополог, с 1986 по 2013 год — исполнительный директор Национального центра научного образования. Одна из ведущих американских критиков «младоземельного креационизма» и «теории разумного замысла». Имеет степень доктора наук в области биологической антрополо́гии, которую получила в Миссурийском университете. Занималась исследованиями в области медицинской антропологии и скелетной биологии человека.

## Книги
- Eugenie C. Scott (2004), Evolution vs. Creationism: An Introduction, Berkley & Los Angeles, California: University of California Press, ISBN 0-520-24650-0, Дата обращения: 16 июля 2010 Also: Westport, Connecticut: Greenwood Press. ISBN 0-313-32122-1
- Eugenie C. Scott & Glenn Branch (2006), Not in Our Classrooms: Why Intelligent Design Is Wrong for Our Schools, Boston: Beacon Press, ISBN 0-807-03278-6